# SK Podskalan Podhradí
SK Podskalan Podhradí je český fotbalový klub založený 29. 9. 1934. V současné době má jeden tým mužů, a hraje své domácí zápasy ve Wartburg aréně v městysu Podhradí pod zříceninou hradu Veliše na Jičínsku. V minulosti provozoval klub rovněž lední hokej, šachy, volejbal a stolní tenis.

## Historické názvy
- 1934 – SK Podhradí (Sportovní klub Podhradí)
- 1935 –  SK Podskalan Podhradí (Sportovní klub Podskalan Podhradí)
- 1945 –  SK Sokol Podskalan Podhradí (Sportovní klub Sokol Podhradí)
- 1950 – zánik klubu
- 1960 –  TJ Sokol Podhradí (Tělovýchovná jednota Sokol Podhradí)
- 1978 –  TJ JZD ČSSP Staré Místo (Tělovýchovná jednota Jednotné zemědělské družstvo Československo-sovětského přátelství Staré Místo)
- 1990 –  TJ ZD Staré Místo (Tělovýchovná jednota Zemědělské družstvo Staré Místo)
- 1992 –  TJ Agrodružstvo Staré Místo (Tělovýchovná jednota Agrodružstvo Staré Místo)
- 2004 –  TJ Staré Místo (Tělovýchovná jednota Staré Místo)
- 2009 –  SK Podskalan Podhradí (Sportovní klub Podskalan Podhradí)

## Historie

### Vznik klubu
Klub na ustavující schůzi dne 29. 9. 1934, kde jinde, než v místním hostinci, přijal jméno S. K. Podhradí, byl zvolen prozatímní výbor a jeho předsedou se stal Alois Křelina, krejčí z Podhradí, pokladníkem byl František Provazník a sekretářem Josef Vacek. Zápisné činilo 5 korun a klub měl v době svého založení 15 členů.

### Roky 1934–1950
První zápas byl sehrán proti SK Čejkovice s výsledkem 1:6, 28. 10. 1934 se tým zúčastnil turnaje v sousední Veliši a obsadil poslední, čtvrté místo. V roce 1935 byl klubu přidělen obecní pozemek pro vybudování hřiště. První hřiště se nazývalo „Na Větráku“ a vzhledem k jeho terénu rovněž „Glóbus“, hráči se převlékali v místním hostinci zhruba kilometr od hřiště, první utkání zde hráči Podhradí sehráli 28. 9. 1936 a porazili Slavii Samšina 1:0. Členové se věnovali kromě fotbalu i divadelní a plesové činnosti, z jejichž výtěžků klub žil. První úspěchy přišly v roce 1936, kdy se klub zúčastnil v Jičíně Thälmannova poháru dělnických klubů a pohár vyhrál. V roce 1938 Podskalané porazili tehdy vedoucí tým Pelikánovy župy footballové SK Harant Pecka na jeho hřišti 11:6. U příležitosti 5. výročí založení klubu byl uspořádán turnaj „O stříbrný pohár“ za účasti 6 týmů, Podskalan postavil dva týmy, které skončily 3. a 4. 29. 8. 1942 sehrál tým svůj první mistrovský zápas ve 3. třídě Pelikánovy župy footballové proti SK Lužany, celkem hrál v této soutěži 4 sezóny, nejlépe si vedl hned v té úvodní, kdy skončil šestý, mistrovské zápasy hráli i hokejisté Podskalanu. Po válce se jednalo o sloučení se sousedním Slovanem Veliš, ale nedošlo k tomu, do sezóny 1946/47 se klub sice přihlásil, ale vůbec jí nerozehrál. Několik nadšenců se snažilo držet podhradský fotbal nad vodou, ale marně, v roce 1950 končí Podskalan svojí činnost.

### Roky 1960- 1978
O znovuvzkříšení fotbalu se přičinili hlavně pánové Křelina, Franc, Náhlovský a Pikola, v sezóně 1960/61 se Sokol Podhradí přihlásil do okresní soutěže 3. třídy, hrálo se na vypůjčeném hřišti v sousední Jičíněvsi a dne 13. 8. 1960 proběhl první mistrovský zápas Podhradí – Cerekvice nad Bystřicí 0:2. Od další sezóny již hraje na svém hřišti, tehdy ještě škvárovém, ale již na místě, kde se nalézá stadion Podskalanu dodnes. V sezóně 1962/63 se na Podhradí slaví historický postup do okresního přeboru 2. třídy, kde Sokol hraje 2 roky, ve druhém roce působení se tým po inzultaci sudího v Nové Pace a vysokým trestům prakticky rozpadá, starší hráči končí s kariérou a dohrává se s dorostenci. Poté následuje pád dolů, několik let v okresním suterénu a dokonce ve dvou sezónách 1967/68 a 1968/69 se Podhradí do žádné soutěže nepřihlásilo! Následovalo další znovuvzkříšení, první sezóna v okresní soutěži byla historicky vůbec nejhorší, tým skončiloposlední, když první výhru si zapsal až v 17. kole. V dalším roce následovalo zlepšení a v sezóně 1973/74 se hrál na Podhradí opět okresní přebor, opět na pouhé dva roky. Po sestupu žádný pád nenásledoval, ale tým hrál v okresní soutěži na vrcholu, ale nepostoupil. Od roku 1976 máme oddíl stolního tenisu, který hrál svoje zápasy na Veliši, k jeho osamostatnění došlo v roce 1993. V roce 1978 se stal předsedou Josef Veselý, začala horečná pracovní činnost v našem areálu a v tomto roce mění klub opět svoje jméno a z Podhradí se stává Staré Místo podle tamějšího JZD, které se stalo patronátním podnikem

### Roky 1979–1992
V sezóně 1978/79 proběhla veliká rekonstrukce areálu na Podhradí, hřiště bylo prodlouženo o 20 metrů, bylo vybudováno sociální zařízení v kabinách a klub měl v té sezóně domácí prostředí opět v Jičíněvsi, fotbalisté skončili v okresní soutěži osmí, ale nastupující generace dorostenců obsadila v přeboru skvělé čtvrté místo. Nové hřiště bylo otevřeno 7. 7. 1979, proběhl turnaj dorostu a poté zápas starých gard a v týmu Staré gardy Podskalanu si zahrál sám velký Pepi Bican! V roce 1979 vyšel o tomto klubu článek v prestižním sportovním deníku Stadion a na Podhradí se hrálo okresní finále Českého poháru, následující sezóna znamenala posun na třetí místo. Od roku 1980 je pořádán Memoriál Aloise Křeliny, který je nejstarším nepřetržitě trvajícím fotbalovým turnajem na Jičínsku, rovněž v tomto roce začíná klub rekonstruovat podhráďský hostinec, ze kterého se stane sídlo TJ a o který v 90. letech v rámci restitucí bez náhrady přijde. A přichází postup a třetí období působení v okresním přeboru, které bude trvat tři roky. V roce 1984 slaví klub 50. výročí založení, hostinec je již klubu, pořádá se v rámci Memoriálu A. Křeliny veliká slavnost, dechovka doprovází členy z hostince na hřiště, ale bohužel slavnostní okamžiky jsou zakaleny naším sestupem do 3. třídy. Do okresního přeboru se vrací Staré Místo v sezóně 1988/89, opět na tři roky a poslední sezóna zahájí rozsáhlou krizi a další tři roky na chvostu 3. třídy. V roce 1992 začíná hrát Staré Místo Zlatý pohár Zemědělských novin, který za pár let přinese tolik radosti

### Roky 1993–2002
Zásluhou vedoucího mužstva Františka Malínského a hrajícího trenéra Pavla Loudy se podařilo postavit pro sezónu 1993/94 kvalitní tým, který bez problémů postoupil. Tým byl složen především z jičínských hráčů, o které neměl jejich klub valný zájem a u nás se stali hvězdami. Touto sezónou začíná staroměstské fotbalové obrození, které znamená trvalý pobyt v okresním přeboru a výrazné zlepšení práce s mládeží. Další sezóna byla premiérou B-týmu mužů pod vedení legendárního Petra Brixího, áčko skončilo 8., v následující sezóně 4., což byl nejlepší výsledek v historii. Do čela klubu byl zvolen František Malínský a přivedl si znamenité trenéry: nejprve Arnošta Kozmu a poté Jaroslava Voldána, pod kterým hrál tým v sezóně 1996/97 do posledního kola o postup s dnes již divizní Novou Pakou. Nejslavnější sezóna v dějinách klubu dopadla tak, jak asi musela – ještě dnes se spoustě lidí zvedá žaludek, když si vzpomenou, co bylo možné v okresním fotbale, doufejme, že tyto odporné praktiky jsou již minulostí. Po této sezóně chtělo dost lidí skončit s fotbalem, na místo trenéra nastoupil Josef Louda a skončili jsme 4. , o rok později pod vedením Jiřího Fejfara jsme se vrátili na druhou příčku, ale na postupující jičínské béčko koukali staroměstští s hodně velikým odstupem. A Staré Místo o sobě dává vědět i v mládežnické kategorii, když tým žáků, vedený Michalem Volným a Milošem Skřivánkem st. suverénně vítězí v okresním přeboru. Naopak tým mužů se dostává do krize, hráčů je málo, nejprve se ruší béčko a i u áčka následuje pokles, nenašel se pro tým trenér a sezónua 2000/01 končí tak, že se Staré Místo zachraňujeme v posledním kole. Následující sezóna znamená naopak titul okresního přeborníka pro dorost, ten vedl Pavel Dubský a jeho hráči se dostávají pomalu ke slovu i v týmu dospělých. Ten sice končí v tabulce předposlední, ale začíná se konsolidovat, tato sezóna je ve znamení reorganizace soutěží, takže nikdo nesestupoval. Rok nato hraje dorost 1. A třídu, kterou udrží v posledním kole, áčko začne výborně, ale v polovině podzimu odchází trenér Louda a následuje opět pád hodně dolů. V této době má Staré Místo již čtyři týmy, kromě mužů, žáků a dorostu (od sezóny 1999/2000), máme od sezóny 2000/01 i přípravku. Dorost padá v sezóně 2003/04 zpět do okresu.

### Roky 2003–2020
V zimní přestávce sezóny 2002/03 se ujímá trenérského žezla u mužů František Bezucha, který postupně zabuduje do týmu naše mladé odchovance, přebor udrží a následuje v dalších letech stoupání v tabulce. V sezóně 2004/05 hraje Staré Místo dlouho o prvenství se Sobotkou, ale v polovině jara přichází krize a tým končí čtvrtý. V následující sezóně hraje ještě tři kola před koncem o postup, ale přímá měření s týmy Jičína B a Staré Paky prohrává a končí třetí, když v posledním kole v přímém souboji o bronz remizuje v Kopidlně. Od sezóny 2003/04 má Staré Místo i béčko, které vedl Pavel Dubský a tým dosáhne nejlepšího výsledku v sezóně 2005/06, kdy končí třetí. Od roku 2004 jezdí hráči na soustředění do Nové Vsi nad Popelkou. Na Podhradí se utvořila skvělá parta, což trvá dodnes. Po trenéru Bezuchovi nastupuje v sezóně 2007/08 František Skřivánek, který trénuje dva roky a hned v úvodní sezóně obsazuje tým třetí místo, tentokrát v posledním kole v Jičíněvsi. Po něm přichází Jaroslav Voldán se svým synem Romanem a i oni hned v úvodní sezóně získávají bronzovou příčku, kterou vybojují opět v posledním kole na půdě milíčeveského béčka. V roce 2009 u příležitosti 75 fotbalu na Podhradí se klub vrací k původnímu názvu SK Podskalan Podhradí. Dorostenci vyhrávají v sezóně 2009/10 okresní přebor a postupují do kraje, kde hrají rok a pak se tým rozpadá. Áčko obsadí v následujících sezónách páté a šesté místo a v sezóně 2012/13 proplouvá suverénně podzimní částí sezóny, kterou bez prohry končí na vedoucí příčce s pětibodovým náskokem před Lázněmi Bělohrad B. Nakonec končíme na druhém místě. V další sezóně se naopak zachraňujeme v posledním kole a ani následující sezóny nejsou úspěšné, ale vždy se okresní přebor udržel. Sestup nakonec přece jen přišel, a to v sezóně 2017/18. Po podzimu jsme s 11 body měli slibný náskok, ale vlažný přístup mnoha hráčů a naopak zlepšení u soupeřů znamenaly, že na jaře se získaly jen 4 body a po 24 letech v okresním přeboru tým sestupuje. V následující sezóně zejména po hrozném podzimu obsazujeme poslední místo i v třetí třídě. Sezóna 2019/20 přinesla posílení týmu a zlepšení, po podzimu jsme skončili 5., v zimě se sehrály dva přáteláky, ale svaz 8. 4. 2020 sezonu předčasně ukončil s tím, že zůstane pořadí po podzimu. Rovněž následující sezona se kvůli pandemie nedohrála, poté následovaly dvě sezóny s podprůměrnými výsledky, až jsme se probrali v sezóně 2023/24 se ziskem bronzových medailí. Po této sezóně jsme spojili síly z důvodu malého počtu hráčů s SKP Valdice, které na tom byli ještě hůře, kromě hráčů jim chybí i hřiště a v sezóně 24/25 jsme obsadili stříbrnou pozici. Na jaře 2024 jsme založili dva týmy přípravky pod vedením Petra Pištěka a Michala Volného a na jaře 2025 vstoupila starší přípravka do mistrovské soutěže.

## Jednotlivé ročníky
1942/43           6.         3. třída
1943/44           10.       3. třída
1944/45           soutěž patrně nebyla dohrána
1945/46           5.         3. třída
1946/47           tým před začátkem soutěže odstoupil
1960/61           7.         3. třída
1961/62           3.         3. třída
1962/63           1.         3. třída – postup
1963/64           7.         2. třída
1964/65           12.       2. třída – sestup
1965/66           5.         3. třída
1966/67           4.         3. třída
1967/68, 1968/69 – do soutěží se tým nepřihlásil
1969/70           11.       3. třída
1970/71           4.         3. třída
1971/72           6.         3. třída
1972/73           1.         3. třída – postup
1973/74          ?.         2. třída
1974/75          ?          2. třída – sestup
1975/76           3.         3. třída
1976/77           4.         3. třída
1977/78           4.         3. třída
1978/79           8.         3. třída
1979/80           3.         3. třída
1980/81           1.         3. třída – postup
1981/82           11.       2. třída
1982/83           8.        2. třída
1983/84           12.       2. třída – sestup
1984/85           5.         3. třída
1985/86           6.         3. třída
1986/87           3.         3. třída
1987/88           1.         3. třída – postup
1988/89           10.       2. třída
1989/90           12.       2. třída – sestup
1990/91           7.         3. třída
1991/92           8.         3. třída
1992/93           7.         3. třída
1993/94           1.         3. třída – postup
1994/95           8.         2. třída
1995/96           4.         2. třída
1996/97           2.         2. třída
1997/98           4.         2. třída
1998/99           2.         2. třída
1999/00           6.         2. třída
2000/01           10.       2. třída
2001/02           13.       2. třída
2002/03           11.       2. třída
2003/04           6.         2. třída
2004/05           4.         2. třída
2005/06           3.         2. třída
2006/07           6.         2. třída
2007/08           3.         2. třída
2008/09           8.         2. třída
2009/10           3.         2. třída
2010/11           5.         2. třída
2011/12           6.         2. třída
2012/13           2.         2. třída
2013/14           10.       2. třída
2014/15           10.       2. třída
2015/16            7.        2. třída
2016/17            10.       2. třída
2017/18             12.      2. třída sestup
2018/19               9.      3. třída
2019/20 3. třída soutěž nedohrána, po podzimu 5.
2020/21 3.třída soutěž nedohrána,  po části podzimu 2.
2021/22             5.      3. třída 
2022/23              7.      3.třída
2023/24              3.       3.třída 
2024/25              2.       3.třída 

## Hráči, trenéři, předsedové

### Fotbalista Podskalanu
- 2005 1. Milan Veselý 2. Petr Knápek 3. David Zelinger
- 2006 1. Jiří Kořínek 2. Marek Hlaváč 3. Martin Richter ml.
- 2007 1. David Zelinger 2. Petr Knápek 3. Petr Pištěk
- 2008 1. Petr Pištěk 2. Ladislav Sajdl 3. Jiří Kořínek
- 2009 1. David Zelinger 2. Tomáš Jiránek 3. Patrik Dobiáš
- 2010 1. Michal Voldán ml. 2. Milan Veselý 3. Patrik Dobiáš
- 2011 1. Patrik Dobiáš 2. David Zelinger 3. Jan Kracík
- 2012 1. Petr Pištěk 2. Oldřich Merenus 3. Jan Kracík
- 2013 1. Jan Kracík 2. Ondřej Ramšák 3. Milan Veselý
- 2014 1. Milan Veselý 2. Jan Kracík 3. David Zelinger
- 2015 1. Milan Veselý 2. Petr Pištěk 3. Michal Portyš
- 2016 1. Petr Pištěk 2. Michal Mauer 3. Milan Veselý
- 2017 1. Karel Jauernig ml. 2. Petr Pištěk 3. Milan Veselý
- 2018 1. David Zelinger 2. Karel Ziegelheim 3. Milan Veselý
- 2019 1. Václav Kazda 2. Karel Jauernig ml. 3. Martin Šimánek
- 2020  1.Martin Šaroun  2. Jakub Kašík  3.Michal Mauer
- 2021  1. Václav Kazda  2.Patrik Dobiáš  3.Petr Pištěk
- 2022  1.Jiří Kořínek   2. Jakub Kašík  3.Michal Mauer
- 2023   1.Ondřej Ramšák  2.Matěj Klein  3.Petr Klein
- 2024   anketa nebyla vyhlášena

### Gól roku
- 2007 Petr Knápek (Staré Místo B – Kopidlno B)
- 2008 Petr Knápek (Železnice – Staré Místo A)
- 2009 Martin Říha (Hořice B – Podhradí A)
- 2010 Štěpán Dvořák (Podhradí A – Žlunice)
- 2011 Patrik Dobiáš (Kopidlno B – Podhradí A)
- 2012 Petr Pištěk (L. Bělohrad B – Podhradí A) 
  - 2013 Michal Voldán ml. (Jičíněves – Podhradí A)
  - 2014 Matěj Klein (Podhradí B – Libáň B)
  - 2015 Michal Portyš (Kopidlno B – Podhradí B)
  - 2016 Milan Veselý (Lužany – Pohradí A)
  - 2017 Karel Jauernig ml. (Podhradí A – Libáň)
  - 2018 Roman Voldán ml. (Podhradí A – Chomutice)
  - 2019 Martin Šimánek (Podhradí A – Žitovlice-Pojedy)

### Nejlepší střelci od postupu do okresního přeboru v r. 1994 (počet branek)
1. David Zelinger 178
2. Jiří Kořínek 85
3. Pavel Louda 59
4. Ondřej Ramšák 54
5. Radek Pluhař 52
6. Štěpán Dvořák 49
7. Jakub Kašík 49
8. Jan Zachoval 44
9. Martin Říha 42
10. Patrik Dobiáš 41

### Nejlepší gólmani od postupu do okresního přeboru v r. 1994 (počet vychytaných nul)
1. Jan Kracík 61
2. Jiří Měšťan 26
3. Marek Hlaváč 23
4. Martin Švorc 11
5. Jaroslav Kryl 10
6. Michal Mauer  10
7. Václav Kazda 9

### Předsedové klubu
- 1934–38 Alois Křelina
- 1939–40 František Bydžovský
- 1941–50 Alois Křelina
- 1960–62 Alois Křelina
- 1963–64 Jaroslav Barcal st.
- 1965–77 Alois Křelina
- 1977–95 Josef Veselý
- 1995–08 František Malínský
- 2008–10 Petr Šindelář
- 2010– Pavel Dubský

### Trenéři A-týmu mužů
1935–38 Rudolf Roudný 

1939–50 Oldřich Kendík st. 

1960–62 Jaroslav Červinka a Jiří Samohrd 

1963/64 Antonín Pikola 

1965/66 Jaroslav Červenka a M. Podroužek 

1966–1976 Josef Náhlovský st. 

1976/77 Josef Hercík 

1977–82 Josef Veselý 

1983–85 František Malínský 

1986–87 Luboš Brixí 

1987/88 Josef Veselý a Svatopluk Palička 

1988–93 Josef Veselý 

1994–95 Pavel Louda 

1995 Arnošt Kozma 

1996–97 Jaroslav Voldán 

1997/98 Josef Louda 

1998/99 Jiří Fejfar 

1999/00 Miroslav Hudec a Pavel Louda 

2000–02 Pavel Louda 

2002 Josef Louda 

2003–07 František Bezucha 

2007–09 František Skřivánek 

2009 Roman Voldán a Jaroslav Voldán 

2010–2017 Roman Voldán st.
2018 – František Skřivánek
2018 -2020 Roman Voldán st
2021-2023 Jiří Měšťan
od podzimu 2023 Roman Voldán st.

### Současný kádr[kdy?]
- Michal Mauer B 1996
- Václav Kazda G 1978
- Jiří Kořínek O 1976
- Josef Štolovský O, Z, Ú 1977
- Karel Jauernig O, Ú 1992
- Patrik Matouš O 1995
- Jakub Kašík Z 1991
- Roman Voldán ml. Z 1995
- Matěj Klein Z 1995
- Ondřej Ramšák O, Ú 1994
- Patrik Fiala O 1994
- Petr Sebera B,O 1990
- Petr Klein , O 2000
- Michal Martínek ,Ú 2004
- Petr Burián . Z,Ú 1983